# Mercado de San Juan (Ciudad de México)
El Mercado de San Juan está conformado por cuatro mercados públicos ubicados en el barrio de San Juan, que está localizado en el Centro Histórico de la Ciudad de México. Están ubicados en el emplazamiento histórico de uno de los mercados más antiguos de la ciudad y que en sus inicios, se utilizaba como un punto de venta de esclavos. En la década los años 1950, el mercado fue dividido en tres edificios diferentes: el mercado de San Juan Pugibet, dedicado a la comercialización de carnes, frutas y verduras exóticas, principalmente, ubicado en la calle Ernesto Pugibet 21 frente a la plaza del mismo nombre; el mercado de San Juan Arcos de Belén tradicional dedicado a la venta de comestibles como carnes, frutas y verduras, contando también con algunos locales dedicados a la venta de comida gourmet, en Eje Central Lázaro Cárdenas y Arcos de Belén; el llamado San Juan palacio de las flores especializado en flores y finalmente el mercado de artesanías y curiosidades mexicanas de San Juan, dedicado a la venta de artesanías y artículos varios y ubicado en la calle Ayuntamiento.

## Introducción
En el México prehispánico, el comercio siempre fue una de las principales actividades de trueque y comunicación entre los pueblos. Esta actividad se llevaba a cabo en lugares llamados mercado o tianguis. Esta tradición se remonta al siglo XIII, cuándo la cuenca en México contenía cinco lagos, que durante la época de lluvias intensas, permitían la comunicación entre cada uno de ellos y llegaba a abarcar 100 kilómetros cuadrados. Así era como se sostenía la vida comercial entre los antiguos pueblos Nahuas y Tecpanecas. 
Sin embargo, con la caída de Tenochtitlan, debido a la conquista española, muchas de las tradiciones que se poseían se vieron afectadas rotundamente, al igual que la supremacía comercial que se poseía en ese entonces. Durante la época Colonial, perduraron tres importantes mercados indígenas llamados San Juan, San Hipólito y Santiago.

## Historia del mercado de San Juan

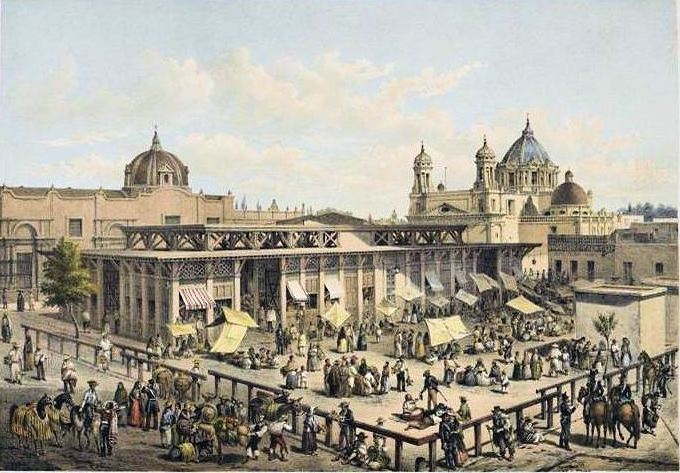
En esta imagen se puede observar al mercado de San Juan en sus inicios, en la Ciudad de México en épocas antiguas.

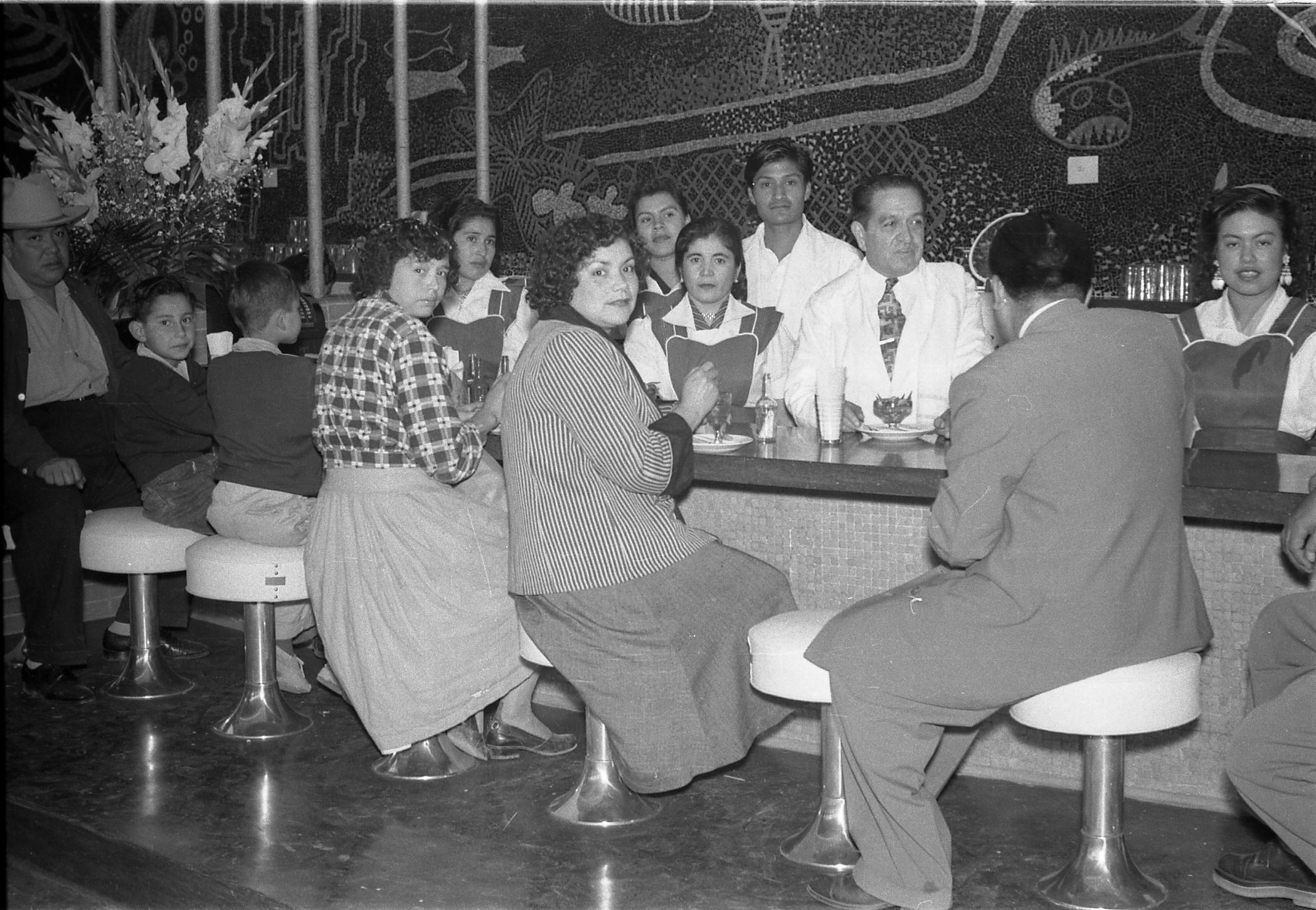
Inauguración del mercado de comidas, 7 de diciembre de 1955

Este mercado tiene sus orígenes en un tianguis indígena establecido en el barrio de San Juan Moyotlán, siendo este un lugar estratégico para el transporte de la mercancía, el cual se realizaba en canoas. La historia del mercado de San Juan se remonta a 1855, al inicio de la época Colonial. Existen ciertos rumores que dicen que en sus inicios, fungió como lugar para la venta de esclavos. 
El primer cronista de la ciudad, Francisco Cervantes de Salazar, mencionaba que el mercado estaba a un lado de una vieja y ancha acequia, y a un costado de la capilla de San Juan Bautista, describiéndolo como un lugar el cual no te hace extrañar Venecia. Con el paso del tiempo, los comerciantes empezaron a dispersarse entre las calles y plazas que estaban a los alrededores, en consecuencia, en 1850 se inauguró un nuevo mercado en la plaza de San Juan, pero esta vez con el nombre “Mercado Iturbide”. Mercado el cual se dedicaba a la venta de carnes frescas tanto de puerco como de res.
A finales del siglo XIX, el tabacalero Ernesto Pugibet, construyó una fábrica de cigarros llamada El Buen Tono. En consecuencia, demolió el convento San Juan de la penitencia, construyendo en su lugar la iglesia de Guadalupe.
En 1933, se comenzó una reorganización de los mercados populares y edificios aledaños. Se demolió el tecpan de San juan, lo que quedaba del Hospital Real de Naturales y el viejo mercado San Juan. Mientras esto ocurría, a todos los comerciantes se les reubicó provisionalmente en una bodega de la fábrica de cigarros El Buen Tono, naciendo así el mercado San Juan Ernesto Pugibet. 
Ese mismo año los comerciantes de flores de los alrededores fueron trasladados a un nuevo mercado en la calle Pescaditos. Ese mercado fue remodelado en 1971, y ahora se le conoce como San Juan Palacio de las Flores. 
al construirse la estación del metro Salto del Agua en 1969, lo que era la nave del mercado de jarciería y mercería fue demolida y sus ocupantes se reubicaron en un nuevo mercado junto a la plaza de San Juan, llamado mercado San Juan de Curiosidades, mismo que fue inaugurado a finales de 1970. De modo que el viejo mercado San Juan dio origen a tres mercados distintos.

## Actualidad
El mercado se compone de tres naves:
| Nombre                  | Detalles | Imagen |
| ----------------------- | --- | ------ |
| San Juan Arcos de Belém | Número oficial 78, cuenta con 399 locales, se ubica en Arcos de Belém y López, entre Eje Central y López, se fundó el 7 de diciembre de 1955. |        |
| San Juan Pugibet        | Número oficial 77, cuenta con 361 locales, y se encuentra en Ernesto Pugibet entre Luis Moya y Buen Tono, se fundó el 1 de mayo de 1955.      |        |
| San Juan Curiosidades   | Número oficial 86 y alberga 176 locales, se encuentra entre Ayuntamiento, Aranda y Buen Tono, se fundó el 14 de septiembre de 1970.           |        |

### Mercado San Juan Pugibet
El mercado Pugibet se encuentra especializado en la venta y preparación de comida exótica y cotidianamente es visitado por cocineros, restauranteros especializados, artistas, políticos y en general por personas que buscan comprar o probar algo fuera de lo ordinario.

#### Alimentos

##### Carnes
Algunas de las carnes tanto comunes como exóticas que se pueden comer y/o comprar dentro de este mercado son: puerco, res, búfalo, zorrillo, iguana, cocodrilo, armadillo, venado, conejo, lechón, cabrito, jabalí, avestruz, león, entre otros.
Cabe mencionar que existen distintos locales dentro del mercado en donde es posible comprar hamburguesas hechas de cualquier tipo de estas carnes exóticas.

##### Aves
También cuenta con la venta de aves, como por ejemplo: pollo, pavo, codorniz, faisán, ganso, pichón, tórtolas y otras muchas aves, así como sus huevos.

##### Mariscos
Por otro lado, existen varios negocios que venden todo tipo de mariscos exóticos, al igual que venta del mismo para ser comido en el lugar, algunos de estos son: anguilas, mantarrayas, cangrejos, salmones, almejas, mejillones, percebes, langostinos y una gran variedad de productos del mar.

##### Comida prehispánica
De igual manera, aun se pueden encontrar productos de origen mexicano, los cuales se consumían desde antes de la conquista española, como por ejemplo: acociles, escamoles, chinicuiles, jumiles, chapulines, caracoles y ranas.

##### Comida internacional
En cuanto a las frutas, verduras y tubérculos, igualmente cuenta con una gran variedad de especies regionales e internacionales que difícilmente se encuentran en otros mercados. Así mismo, hay una gran cantidad de latería de todo el mundo, además de embutidos y todo tipo de quesos artesanales, tanto locales como provenientes de muchos otros países extranjeros.

#### Mercado San Juan Salto del Agua
Por otro lado, la nave del mercado San Juan de Salto del Agua luce repleta. En este mercado se pueden encontrar productos más cotidianos que se venden en diferentes puestos. Hay puestos de frutas y verduras, de ropa y de comida que junto con la calle de López forman parte de un importante corredor gastronómico que cuenta con restaurantes, fondas, panaderías, pollerías, y muchos otros puestos.

##### Mercado de Curiosidades
Por otro lado, el mercado de curiosidades se especializó en artesanías mexicanas. Se localiza a un lado de la plaza de San Juan y frente a la calle Ayuntamiento. Su edificio fue planeado originalmente para ser un museo de arte popular. Y en realidad el mercado parece un hermoso museo: cajas y charolas laqueadas de Olinalá, platería de Taxco, cartonería, papel picado, alebrijes, máscaras, rebozos, sarapes, trajes regionales, instrumentos musicales, objetos de ópalo, animalitos de palo de fierro, adornos de chaquira, cristalería, entre muchos otros. Fue severamente dañado durante el terremoto de 2017, por lo que tuvo que ser rehabilitado y remodelado. Fue reinaugurado el 25 de julio de 2020 por la jefa de gobierno Claudia Sheinbaum

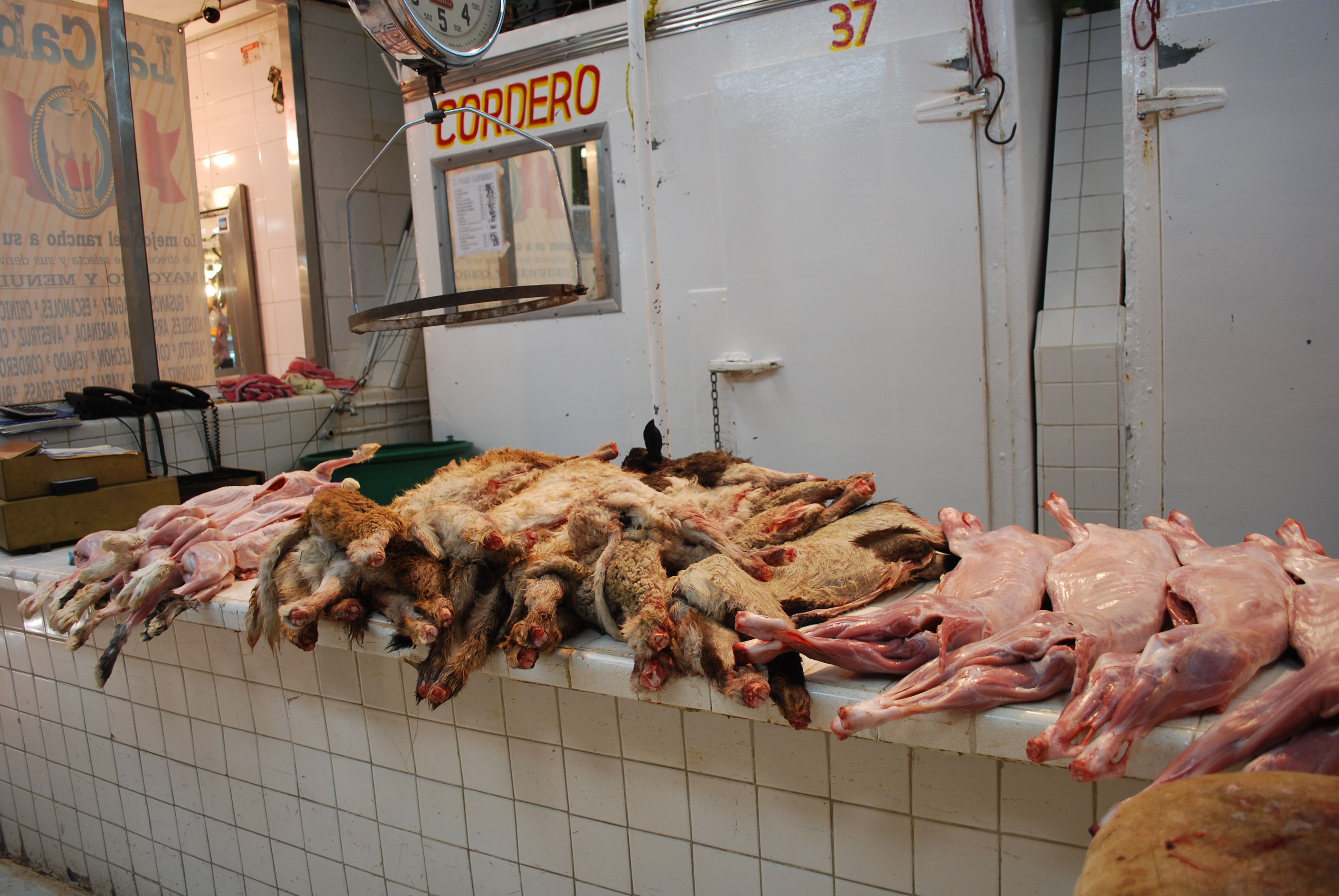
Corderos a la venta en el mercado San Juan Pugibet.
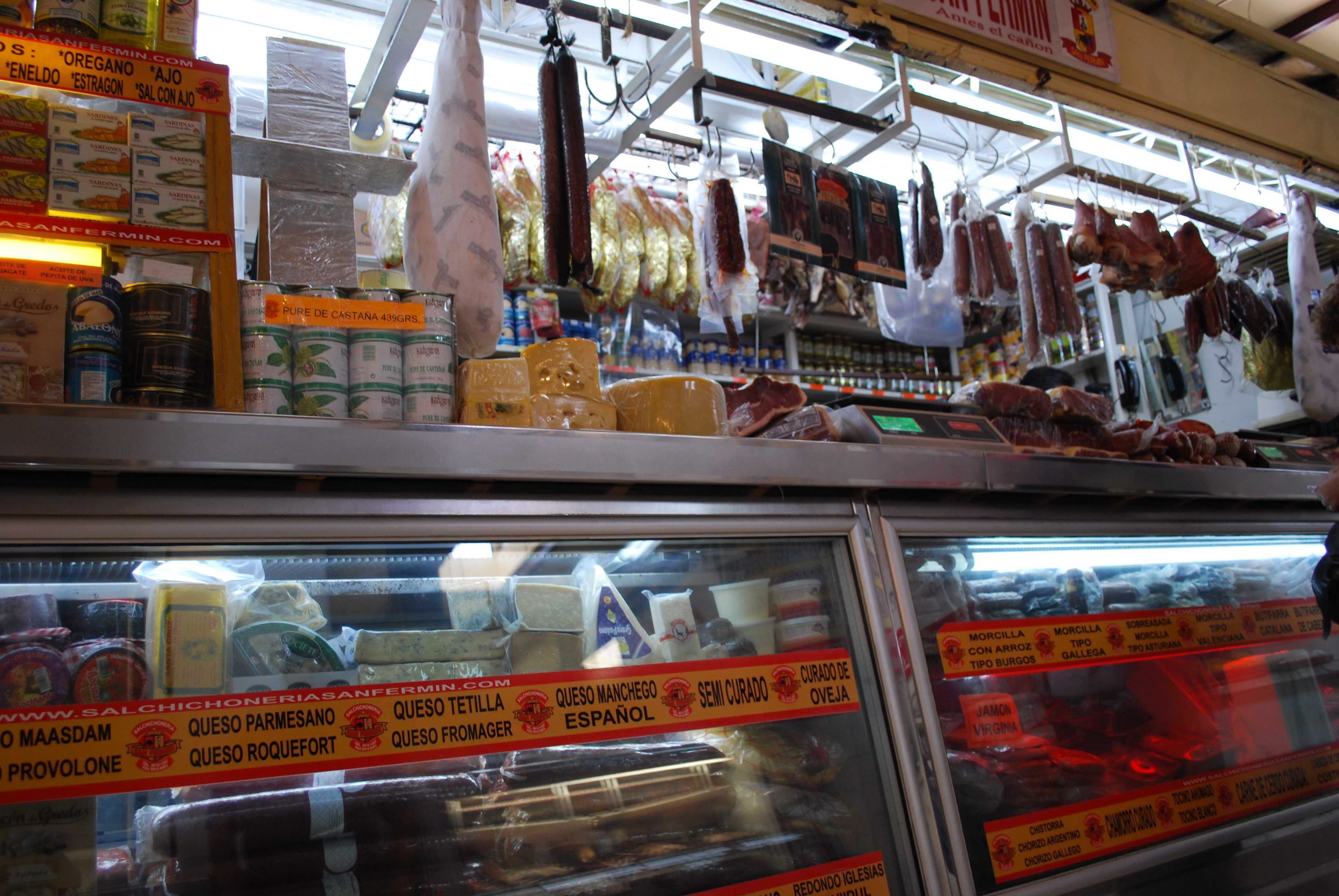
Cremería en el mercado San Juan Pugibet.
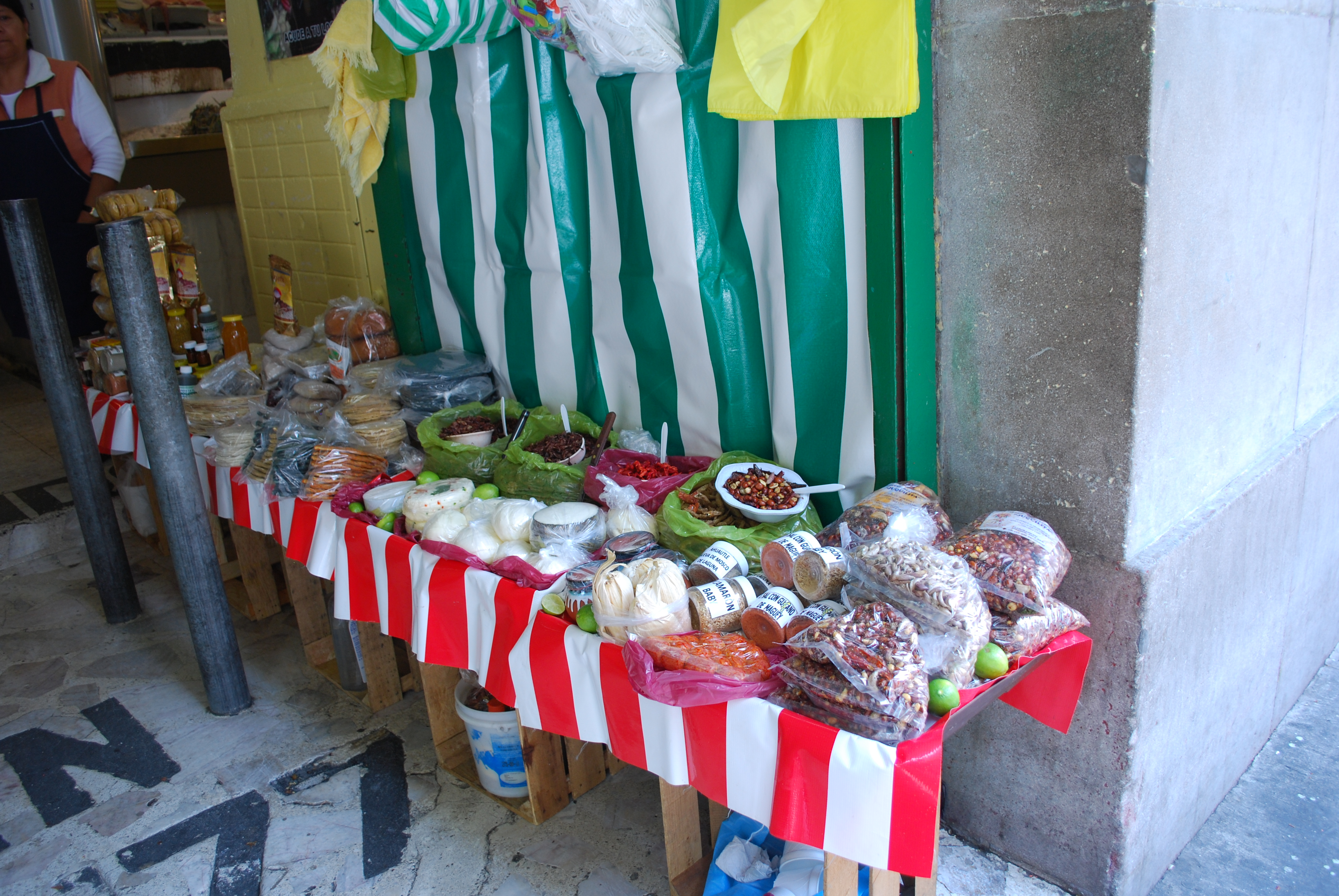
Productos de Oaxaca en el mercado de San Juan Pugibet.